# Жестильово
Жестильо́во (рос. Жестылёво) — село у складі Дмитровського міського округу Московської області, Росія.

## Населення
Населення — 120 осіб (2010; 86 у 2002).
Національний склад (станом на 2002 рік):
- росіяни — 99 %